# Okoyo flygplats
Okoyo flygplats är ett flygfält vid orten Okoyo i Kongo-Brazzaville. Den ligger i departementet Cuvette-Ouest, i den centrala delen av landet, 300 km norr om huvudstaden Brazzaville. Okoyo flygplats ligger 480 meter över havet. Landningsbanans yta är sand med inslag av växtlighet. IATA-koden är OKG.